# Барнецький Назар Михайлович
Назар Михайлович Барнецький — український військовослужбовець, майор, начальник штабу 74-го батальйону прикарпатської бригади 102 ОБр ТРО ім. Дмитра Вітовського. Лицар ордену Богдана Хмельницького ІІІ ступеня 

## Життєпис
Народився 4 листопада 1993 в с. Ліски, Коломийського району, Івано-Франківської області.
Здобув спеціальність "Геологія нафти й газу" в Івано-Франківському національному технічному університеті нафти й газу. 
Працював на підприємстві  "Івано-Франківськгаз". Починав з контролера, пізніше працював заступником керівниці відділу .
Працював фахівцем департаменту освіти та науки.
У 2020-му році балотувався в депутати Івано-Франківської міської ради від Української Галицької партії . У квітні 2021 року увійшов до Ради Івано-Франківського міського осередку партії. Брав участь у  благодійних, волонтерських і екологічних акціях, а також щодо донорства крові 
24 лютого 2022 став командиром взводу в 77 батальйоні 102 ОБр ТРО ім. Дмитра Вітовського. Згодом завдяки своїм лідерським якостям і відвазі очолив роту в 76-му батальйоні цієї ж бригади.
До 2025-го року отримав звання майор і став начальником штабу 74-го батальйон 102 ОБр ТРО ім. Дмитра Вітовського 
Загинув на Запоріжжі внаслідок мінометного обстрілу зі 120 мм міномета в селі Малинівка. Залишилися дружина та двоє неповнолітніх дітей . Посмертно нагороджений орденом Богдана Хмельницького ІІІ ступеня 